# Montréal blues
Pour plus de détails, voir Fiche technique et Distribution.
Montréal blues est un film canadien réalisé par Raymond Cloutier et Pascal Gélinas et sorti en 1972.

## Synopsis
De jeunes marginaux qui vivent en communauté décident d'ouvrir un restaurant bio.

## Fiche technique
- Titre : Montréal blues
- Réalisation : Raymond Cloutier et Pascal Gélinas
- Scénario : Raymond Cloutier, Claude Laroche
- Musique : Louis Baillargeon, Journée-Off
- Direction de la photographie : Allan Smith
- Son : André Legault, Ronnie Seltzer
- Direction artistique : Claude Marchand
- Montage : Pascal Gélinas
- Pays d’origine :  Canada
- Langue de tournage : français
- Année de tournage : 1972
- Producteur : Jean Dansereau
- Sociétés de production : Ateliers du Cinéma Québécois (Québec)
- Société de distribution : France Film
- Format : couleur — 1.66:1 — son monophonique — Super 16 mm
- Genre : comédie dramatique
- Durée : 99 minutes
- Date de sortie : 14 septembre 1972 au  Canada

## Distribution
- Paule Baillargeon
- Jocelyn Bérubé
- Raymond Cloutier
- Suzanne Garceau
- Francine Lapan
- Claude Laroche
- Gilbert Sicotte
- Guy Thauvette
- Josée Yvon
- Lisette Anfousse
- Raymonde Simard
- Mylène Demongeot (non confirmée)[1]